# Pau-d'Arco (Pará)
Pau d'Arco é um município brasileiro do estado do Pará. Localiza-se a uma latitude 07º49'59" sul e a uma longitude 50º02'40" oeste. Sua população estimada em 2017 era de 5 341 habitantes. Possui uma área de 1.678,669 km².

## Etimologia
O nome "pau-d'arco" têm duas versões, a primeira é de que é uma referência ao uso que os povos indígenas do Brasil faziam da árvore para a confecção de arcos. 
A segunda é, a árvore, também conhecida como ipê-branco, tem origem no tupi-guarani: "Ipê" significa "árvore de casca grossa, "Tabebuia" significa "pau, também pela presença de muitas dessas espécies na amazônia.

## História
A história do atual município de Pau d’Arco tem suas origens no início do século XX, com a fundação de uma vila de garimpeiros chamada Gameleira. Esse pequeno povoado floresceu durante a “corrida do ouro”, atraindo aventureiros e trabalhadores em busca de riquezas. Contudo, assim como acontece em muitas regiões que dependem do ouro, Gameleira acabou entrando em declínio. A mesma situação se repetiu em Cajueiro, outro povoado próximo. Nas vilas mais antigas, como Gameleira, Santo Antônio e Cajueiro, a economia se baseava principalmente na extração de ouro e de madeiras nobres, com destaque para a aroeira, espécie que hoje está extinta na região. Além disso, as atividades incluíam a criação de gado, agricultura de subsistência, com destaque para o cultivo de arroz, a caça e a pesca nos rios locais.
Por volta de 1920, a tranquilidade da região foi abalada por um ataque dos indígenas Kaiapós, habitantes das terras próximas ao Salobro. Esse evento trágico resultou em um massacre em Gameleira e Cajueiro, deixando poucos sobreviventes. Apesar do trauma, alguns dos que conseguiram escapar decidiram retornar e recomeçar suas vidas, impulsionados, desta vez, pela extração de látex das seringueiras.
A década de 1970 trouxe uma mudança importante: com a construção da rodovia  (atualmente BR-158) em 1972, surgiram novas vilas, como Marajoara e Pau d’Arco. Marajoara começou com a instalação de uma serraria, e casas foram construídas para abrigar os trabalhadores. Em Pau d’Arco, também foi instalada uma serraria, que se tornou o ponto central do desenvolvimento local.
A região de Pau d’Arco mantinha certa autonomia, mesmo sendo administrada por Conceição do Araguaia, pois o município central enfrentava dificuldades para atender todos os povoados sob sua jurisdição. A situação mudou com a emancipação de Redenção em 1983, o que permitiu a Pau d’Arco integrar um novo município.
Com o passar dos anos, Pau d’Arco cresceu mais rapidamente do que Marajoara. Finalmente, em 13 de dezembro de 1991, Pau d’Arco foi elevado à categoria de município por meio da Lei Estadual nº 5.696, sendo oficialmente instalado como município em 1º de janeiro de 1993, inaugurando uma nova fase de desenvolvimento e autonomia para a região.
O Massacre de Pau D’Arco
O massacre de Pau D’Arco foi um episódio trágico que ocorreu no dia 24 de maio de 2017, no município. Neste dia, uma operação policial envolvendo as polícias Civil e Militar resultou na morte de dez trabalhadores rurais (nove homens e uma mulher) na fazenda Santa Lúcia, uma área em disputa por questões de posse de terra.
O caso se deu em um contexto de intenso conflito agrário, típico de muitas áreas rurais da Amazônia, onde a posse e o uso da terra são motivo de frequentes tensões entre fazendeiros, trabalhadores rurais e comunidades indígenas. Na época, os trabalhadores estavam acampados na fazenda Santa Lúcia como parte de uma ocupação, reivindicando a área para reforma agrária e alegando que o terreno era improdutivo.
A operação policial foi motivada, segundo autoridades, por um mandado de prisão contra suspeitos de homicídio e tentativa de homicídio no local. No entanto, o desenrolar da ação gerou grande controvérsia e críticas por parte de entidades de direitos humanos e da sociedade civil. Segundo relatos de sobreviventes e investigações subsequentes, os trabalhadores rurais foram executados sem chance de defesa, caracterizando o episódio como um massacre.
A repercussão do caso foi significativa tanto nacional quanto internacionalmente, gerando indignação e levando a pedidos de justiça por parte de diversas organizações e movimentos sociais. A Comissão Pastoral da Terra (CPT), a Anistia Internacional, e outros órgãos condenaram o ocorrido e exigiram uma investigação imparcial sobre o caso. Em resposta, o governo brasileiro e o Ministério Público Federal do Pará abriram investigações para apurar as responsabilidades. Houve indícios de que os trabalhadores foram alvejados de forma indiscriminada, levantando suspeitas de abuso de força policial e de execuções sumárias.
A tragédia do massacre de Pau D’Arco se insere em um longo histórico de conflitos de terra na Amazônia brasileira, evidenciando os desafios da reforma agrária e da luta por direitos de posse, especialmente para os trabalhadores rurais e povos tradicionais da região. Até hoje, o caso é lembrado como um símbolo da violência no campo e da complexidade dos conflitos agrários no Brasil, servindo como um alerta para a necessidade de políticas mais efetivas de mediação e de proteção aos direitos dos trabalhadores rurais.

## Cultura
A Festa do Produtor de Pau D’Arco, uma feira agropecuária, com divulgações, feira livre, diversão e vendas de móveis agrários e a Cavalgada de Pau D’Arco é uma das mais marcantes da cidade e acontece anualmente em meses que não são fixos, ele pode ser realizado em qualquer mês em quase final de ano, na Cavalgada ocorre o concurso de rainhas da Cavalgada.

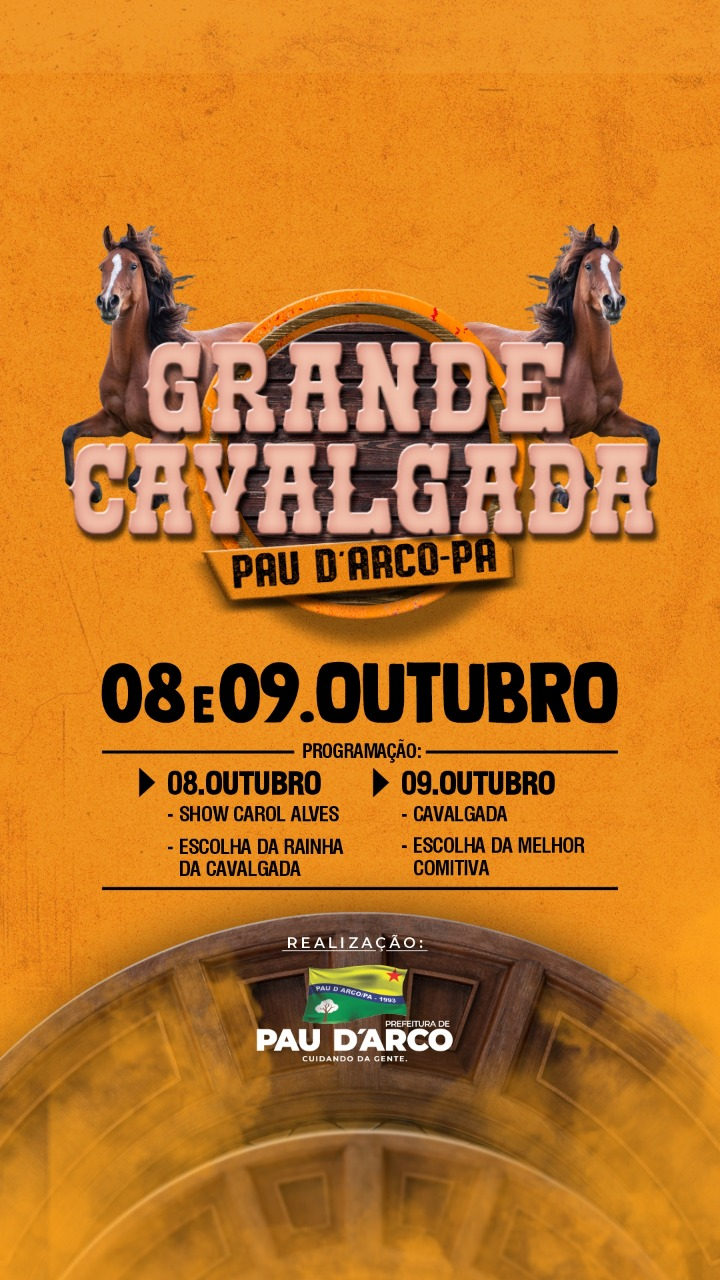
Cartaz da Cavalgada de Pau D'Arco 2022

Já as festas religiosas, no mês de outubro ocorre a festa de Nossa Senhora Aparecida, padroeira número 1 da cidade, com rezas, festividade e procissão, já no mês de dezembro, a mesma coisa ocorre a festa dos segundos padroeiros da cidade, a Sagrada Família, ocorre na principal igreja matriz da cidade dedicado a esses padroeiros.

## Subdivisões
Zona urbana:
• Bairro Centro
• Setor Paraíso
• Setor Vale da Benção
Zona Rural
• Vila Boa Sorte
• Assentamento Guarantã
• Vila Marajoara
• Vila Diamantina
• Merinzal
Setor Indígena:
• Aldeia Las Casas